# Macon Whoopee
Macon Whoopee var ett amerikanskt professionellt ishockeylag som spelade i den amerikanska ishockeyligan East Coast Hockey League (ECHL) mellan 2001 och 2002. Macon som stad hade redan haft två ishockeylag som använde Macon Whoppees respektive Macon Whoopee som lagnamn, det första spelade i Southern Hockey League (SHL; 1973–1974) och den andra i Central Hockey League (CHL; 1996–2001). Det här upplagan av Macon Whoopee hade sitt ursprung från Tallahassee Tiger Sharks som spelade i ECHL mellan 1994 och 2001. Bara ett år senare såldes Whoopee och flyttades till Lexington i Kentucky, för att vara Lexington Men O' War. De spelade sina hemmamatcher i inomhusarenan Macon Coliseum, som hade en publikkapacitet på 7 182 åskådare vid ishockeyarrangemang, i Macon i Georgia. Laget hade inget samarbete med något lag i NHL och AHL. De vann heller ingen Kelly Cup, som är trofén till det lag som vinner ECHL:s slutspel.
Spelare som spelade för dem var bland andra Brendan Brooks.